# Sources Chrétiennes
Sources Chrétiennes (em francês:  "Fontes cristãs") é uma coleção bilíngue de textos patrísticos fundada em Lyon em 1943 pelos jesuítas Jean Daniélou, Claude Mondésert e Henri de Lubac.

## História
A coleção foi editada pelo Institut des Sources Chrétiennes e publicada em Paris por Les Éditions du Cerf.
Mais de quinhentas obras em grego, latim e, ocasionalmente, siríaco foram publicadas. Outras do cristianismo oriental (em armênio, por ex.) fora publicadas apenas traduzidas. Uma decisão inicial foi tomada no sentido de não excluir autores condenados (do ponto de vista religioso, não histórico), como Orígenes. Clemente de Alexandria, João Crisóstomo e os Padres capadócios (especialmente Basílio Magno e Gregório de Nazianzo) estão bem representados na coleção, que também conta com uma seção devotada aos escritores ocidentais como Bernardo de Clairvaux.
Também foi lançada uma coleção paralela devotada à Fílon de Alexandria.

## Influências
A política da edição bilíngue iniciada por Sources Chrétiennes foi logo seguida pela séria alemã Fontes Christiani, publicada inicialmente por Herder de Friburgo, na Alemanha, e hoje localizado em Brepols, em Turnhout, Bélgica.
Sources Chrétiennes também é responsável pelo BIBLINDEX project, o índice de citações e alusões bíblicas da literatura do cristianismo primitivo.